# Константинів Володимир Гнатович
Володимир Гнатович Константинів (23 липня 1895 — †?) — підполковник Армії УНР.
Народився у м. Брест-Литовськ. Брав участь у Першій світовій війні. Останнє звання у російській армії — поручник.
На службі в Дієвій армії УНР з 1919 р. У 1920—1922 рр. — старшина 46-го куреня 6-ї Січової дивізії Армії УНР.
Подальша доля невідома.